# Paolo Conte
Paolo Conte (ur. 6 stycznia 1937 w Asti) – włoski kompozytor i śpiewający autor.

## Życiorys
Laureat nauk prawniczych, przeznaczony, podobnie jak ojciec, do kariery notariusza, praktykował zawód adwokata, zapoznając się jednocześnie z jazzem, kiedy jako amator grał na wibrafonie w różnych zespołach muzycznych w rodzinnym mieście. Wcześnie rozpoczął pisanie swoich pierwszych piosenek we współpracy z bratem Giorgio. Pewnego dnia stwierdził, że zaczął pisać swą pierwszą piosenkę podczas "śmiertelnie nudnego wykładu z prawa na uniwersytecie"
W połowie lat 60. nawiązał współpracę z nauczycielem muzyki, pochodzącym również z Asti Michele Virano. Wspólnie z nim napisał muzykę do wielu piosenek: La coppia più bella del mondo i Azzurro dla Adriano Celentano, Insieme a te non ci sto più dla Cateriny Caselli, Tripoli '69 dla Patty Pravo, Messico e nuvole dla Enzo Jannacciego, Una giornata al mare dla l'Equipe 84, Ti porta via dla Mala, żeby wymienić tylko niektóre.
W 1974 zadebiutował jako śpiewający autor; stało się to za sprawą producenta Italo Greco, który zachęcał go do śpiewania własnych piosenek. Debiutancka płyta, zatytułowana po prostu Paolo Conte zawierała jego wersję Una giornata di mare i kilka nowych piosenek, spośród których Onda su onda staje się po paru miesiącach sukcesem również Bruno Lauziego.
W roku następnym Conte ponowił próbę kolejnym albumem, również zatytułowanym Paolo Conte, który przyciągnął raz jeszcze uwagę Bruno Lauziego, nagrywającego album Genova per noi. Dwie piosenki z albumu Paolo Conte, La topolino amaranto i La ricostruzione del Mocambo, stały się klasykami w repertuarze ich twórcy.
W 1979 tylko piosence Un gelato al limon udało się zdobyć uznanie szerszej publiczności, również dzięki takim piosenkarzom jak Francesco De Gregori i Lucio Dalla, którzy podczas tournée "Banana Republic" zaśpiewali ją (i z powodzeniem nagrali); dwie inne piosenki Bartali i Sudamerica zostały zaproponowane Enzo Jannacciemu na jego album Fotoricordo i przyczyniły się później do uzyskania popularności przez samego Paolo Conte.
Album Paris milonga z 1981, zawierał być może najsłynniejszą piosenkę Paolo Conte, Via con me, zaśpiewaną na nowo później przez Roberto Benigniego. Artysta zdobył uznanie publiczności francuskiej, i podobnie jak niektórzy inni włoscy muzycy – również amerykańskiej. W tym samym 1981 roku doszło do ważnej współpracy Conte z Gabriellą Ferri nad jej albumem Gabriella, do którego Conte napisał kilka piosenek, jak Sola contro un record, Non piangere i Vamp (tę ostatnią zamieścił również na własnej płycie Paolo Conte Live)
W latach 80. ukazały się różne albumy Paolo Conte z utworami wcześniej nie publikowanymi; on sam zaś odbył jednocześnie liczne tournée za granicą, które, podobnie jak we Włoszech, zostały rejestrowane. Podsumowaniem tych doświadczeń były albumy Concerti (1985) i Paolo Conte Live (1988).
Conte od dawna chciał ujrzeć na scenie własny musical, tworzony przez lata, zatytułowany Razmataz, do którego zaprojektował wszystkie szczegóły z kostiumami włącznie. Seria nadzwyczaj udanych szkiców i projektów przedstawiała rzadki eklektyzm Conte, wytyczając dokładną drogę artysty w kierunku opery. Komedia ujrzała światło dzienne już w 1989 jako książka pod tym samym tytułem; dołączone zostały do niej szkice, partytura i teksty z adnotacjami autora. Główne tematy muzyczne ukazały się na CD w 2000, podczas gdy cała komedia wyszła na DVD w 2001.

## Dyskografia
- 1974 – Paolo Conte
- 1975 – Paolo Conte
- 1979 – Un gelato al limon
- 1981 – Paris milonga
- 1982 – Appunti di viaggio
- 1984 – Paolo Conte
- 1985 – Concerti (live)
- 1987 – Aguaplano
- 1988 – Paolo Conte Live (live)
- 1990 – Parole d'amore scritte a macchina
- 1992 – Wanda, stai seria con la faccia ma però (kompilacja)
- 1992 – '900
- 1993 – Tournée (live)
- 1995 – Una faccia in prestito
- 1996 – The best of Paolo Conte (kompilacja)
- 1998 – Tournée 2 (live)
- 2000 – Razmataz
- 2003 – Reveries (kompilacja)
- 2005 – Elegia
- 2005 – Live Arena Di Verona (live)
- 2006 – Wonderful (kompilacja)
- 2008 - Psiche
- 2010 - Nelson
- 2014 - Snob
- 2016 - Amazing game